# Sheikh Mustafa, Idlib
Sheikh Mustafa, Idlib (tiếng Ả Rập: الشيخ مصطفى) là một ngôi làng Syria nằm ở Kafr Nabl Nahiyah ở huyện Maarrat al-Nu'man, Idlib. Theo Cục Thống kê Trung ương Syria (CBS), ông Sheikh Mustafa, Idlib có dân số 1456 trong cuộc điều tra dân số năm 2004.